# 明溪縣第一中學
明溪县第一中学是中華人民共和國福建省三明市明溪縣的一所中學，创办于1927年，历次更名为归化县立培英中学、明溪初级中学、三明二中、明溪第一中学，1980年被确认为福建省首批重点中学，2002年被确定为福建省二级达标中学。